# Патракеевка
Патракеевка — деревня в Приморском районе Архангельской области. Входит в состав сельского поселения МО «Талажское».

## География
Расположено на Зимнем берегу Белого моря, на реке Мудьюга (Верховка), в 47 км севернее Архангельска.

## Этимология
Деревня получила своё название по фамилии Афанасия Патракеева — крупнейшего новгородского землевладельца на Северной Двине и Емце.

## История
Точных данных когда было образовано поселение нет. Общепринятой официальной датой основания считается 1471 год, когда Иван III присоединил Новгородское княжество к Московскому и часть новгородцев бежало на Север, основывая новые поселения.
С 2004 по 2015 год была центром МО «Патракеевское».
Законом Архангельской области от 28 мая 2015 года № 289-17-ОЗ, муниципальное образование «Патракеевское» было упразднено, а деревня вошла в состав Талажского сельского поселения.

## Инфраструктура
С конца 1950-х — начала 1960-х годов с деревней прекратилось круглогодичное сообщение. По состоянию на январь 2020 года в зимнее время доступ осуществляется по автозимнику, в летнее время — водным транспортом, в весенний и осенний сезоны доступ затруднён. Администрацией Приморского района ведутся переговоры по ремонту переправы через реку Ульмица, которая позволит возобновить круглогодичное автодорожное сообщение.

## Население
| 2002 | 2010 | 2012 |
| ---- | ---- | ---- |
| 132  | ↘93  | ↗115 |

В 2002 году в Патракеевке было 133 человека (поморы — 52 %, русские — 46 %).

## Известные уроженцы
Патракеевка часто именуется «родиной капитанов и моряков» за множество именитых династий мореплавателей.
В 1877 году здесь родился Василий Александрович Железников — российский полярник, матрос-рулевой. Участник Русской полярной экспедиции под руководством барона Э. В. Толля (1900—02), экспедиции по поискам и спасению группы Э. В. Толля (1903).
В 1906 году в Патракеевке родился Константин Лаврентьевич Бурков — капитан 1-го ранга, ветеран Советско-Финской и Великой Отечественной войн.
В 1903 году в Патракеевке родился Чухчин Дмитрий Николаевич, капитан-полярник, стоявший на капитанских мостиках многих кораблей и ледоколов, в том числе «Ермака» и «Красина», ходил в северных конвоях, был участником «огненного» рейса «Старого большевика». Неоднократно признавался лучшим капитаном ММФ. В честь него назван ледокольный пароход «Капитан Чухчин». Также уроженцем Патракеевки является Чухчин Александр Спиридонович (двоюродный брат Чухчина Д. Н.), участник пропавшей без вести экспедиции Владимира Русанова на «Геркулесе». В 1934 году на одном из безымянных островов нашли часы с надписью «Попов» и мореходную книжку и открытки на имя Чухчина А. С., это были члены экспедиции Русанова. В честь них был назван этот остров, теперь он именуется остров Попова-Чухчина.

## Достопримечательности
В селе находятся две церкви: построенная в 1744—1746 годах деревянная Никольская церковь и кирпичная Успенская, построенная по проекту архитектора Дмитрия Васильева с 1870 по 1878 годы.

### Карты
- Патракеевка. Публичная кадастровая карта. Архивировано из оригинала 5 марта 2016 года.
- Патракеевка на карте Wikimapia